# Kalcijev kanalček
Kalcijev kanalček je ionski kanalček, selektiven za kalcijeve ione. Kalcijevi kanalčki se podlagi kinetike aktivacije in inaktivacije, specifičnosti za ione ter občutljivosti za zaviralce in toksine uvrščajo v več tipov, kot so L, T, N, P, Q, R.
Včasih se izraz kalcijev kanalček uporablja kar sopomensko za napetostne kalcijeve kanalčke, čeprav obstajajo tudi receptorski kalcijevi kanalčki, ki se odpro ob vezavi ustreznega liganda.

## Primerjava različnih tipov
Naslednji preglednici podajata podatke o odpiranju posameznih napetostnih in receptorskih kalcijevih kanalčkov, zapisujočih genih ter njihovi lokaciji in vlogi.

### Napetostni Ca-kanalčki
| Tip         | Dražljaj za odpiranje | Beljakovina                 | Gen                             | Lokacija | Vloga                                                                                           |
| Tip L       | visoka napetost       | Cav1.1 Cav1.2 Cav1.3 Cav1.4 | CACNA1S CACNA1C CACNA1D CACNA1F | skeletno mišičje, kosti (osteoblasti), miociti v srčnih prekatih, dendriti, dendritski trni nevronov možganske skorje | krčenje gladke in srčne mišičnine; odgovoren za podaljšani akcijski potencial v srčni mišičnini |
| Tip P/Tip Q | visoka napetost       | Cav2.1                      | CACNA1A                         | Purkynjeva vlakna v malih možganih/zrnaste celice v malih možganih                                                    | sproščanje živčnih prenašalcev                                                                  |
| Tip N       | visoka napetost       | Cav2.2                      | CACNA1B                         | razširjeni po možganih                                                                                                | sproščanje živčnih prenašalcev                                                                  |
| Tip R       | srednja napetost      | Cav2.3                      | CACNA1E                         | zrnaste celice v malih možganih, drugi nevroni                                                                        | ?                                                                                               |
| Tip T       | nizka napetost        | Cav3.1 Cav3.2 Cav3.3        | CACNA1G CACNA1H CACNA1I         | nevroni, celice z aktivnostjo naravnega spodbujevalnika, kosti (osteociti)                                            | pravilni sinusni ritem                                                                          |

### Receptorski Ca-kanalčki
| Tip                          | Dražljaj za odpiranje                                                                                 | Gen                 | Lokacija           | Vloga |
| Receptor P2X                 | ATP                                                                                                   | P2RX1–P2RX7         | ER/SR              | uravnavanje srčnega ritma in krčljivosti srca ter mišičnega tonusa, sodelovanje pri zaznavanju bolečine, krčenje semenovoda med ejakulacijo |
| Receptor IP3                 | IP3                                                                                                   | ITPR1, ITPR2, ITPR3 | ER/SR              | sproščanje kalcija iz ER/SR zaradi učinka IP3, na primer pri receptorjih, sklopljenih z beljakovino G                                       |
| Rianodinski receptor         | dihidropiridinski receptorji v transverzalnih cevkah in povečana znotrajcelična koncentracija kalcija | RYR1, RYR2, RYR3    | ER/SR              | sproščanje kalcija v miocitih |
| Dvoporni kanalček            | |                     |                    | |
| Kationski kanalčki sperme    | |                     |                    | |
| Z zalogo uravnavani kanalčki | posredno preko zmanjševanja zalog kalcija iz ER/SR                                                    | ORAI1, ORAI2, ORAI3 | plazemska membrana | |

## Farmakologija
Napetostni kalcijevi kanalčki s podenoto CaV1 (tip L) so biološka tarča za široko uporabljana zdravila za srčnožilne bolezni, t. i. zaviralce kalcijevih kanalčkov. Mednje sodijo fenilalkilamini, dihidropiridini in benzotiazepini. Vse tri podskupine zaviralcev kalcijevih kanalčkov prijemajo na različnih, a alosterično povezanih receptorskih mestih. Določeni peptidni toksini pajkov in morskih kač (na primer konotoksini) zavirajo podenoto CaV2.